# Steinfeld (Bavière)
Pour les articles homonymes, voir Steinfeld.
Steinfeld est une commune de Bavière (Allemagne), située dans l'arrondissement de Main-Spessart, dans le district de Basse-Franconie.

## Personnalités liées à la ville
- Georg Stamm (1855-1923), homme politique né à Hausen.